# Estação Castelão
A Estação Castelão será uma das futuras estações do Metrô de Fortaleza, localizada na Avenida Alberto Craveiro, bairro Boa Vista, em Fortaleza, capital do Estado do Ceará, na Região Nordeste do Brasil.
Quando concluída, integrará o Ramal Aeroporto–Castelão da Linha Nordeste, atualmente em construção, e será administrada pela Companhia Cearense de Transportes Metropolitanos.
A estação foi projetada para atender a demanda da Arena Castelão, o maior estádio de futebol das regiões Norte e Nordeste do país, e do Centro de Formação Olímpica do Nordeste (CFO).

## História

### Antecedentes
A primeira iniciativa para viabilizar a construção de uma estação de transporte sob trilhos nas proximidades da Arena Castelão foi um projeto de 2011. O projeto previa uma ligação entre a estação Parangaba a Arena Castelão, seguindo pelo eixo da Avenida Silas Munguba, com o objetivo de ser concluído antes da Copa do Mundo FIFA de 2014. O ramal possuiria três estações, atendendo também o Campus Itaperi da Universidade Estadual do Ceará (UECE). Entretanto, o projeto foi cancelado, devido a estudos do governo do estado indicando que não haveria usuários suficientes para manter o trecho em funcionamento após o mundial.

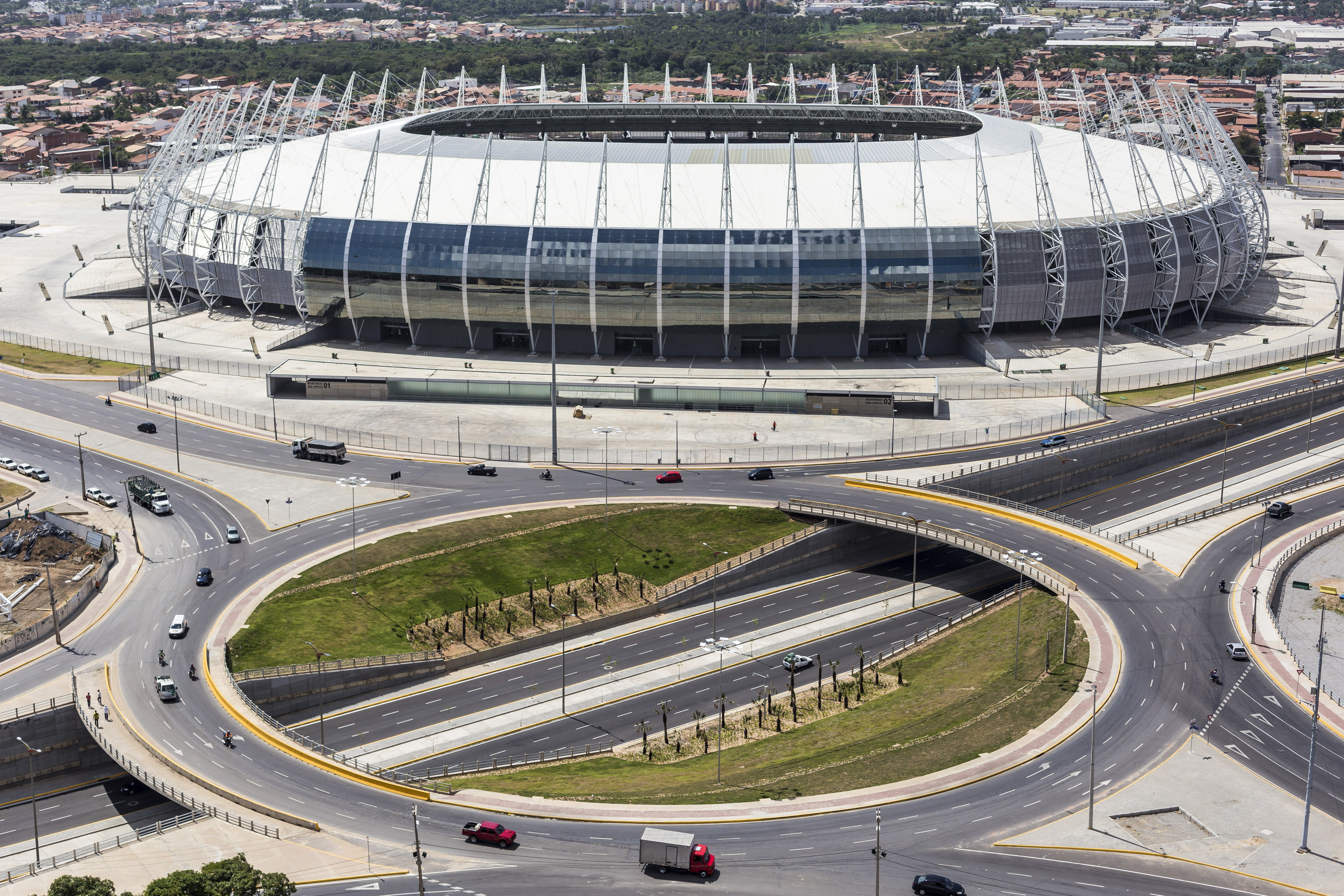
Obras viárias realizadas no entorno da Arena Castelão para a Copa do Mundo de 2014.

Com o cancelamento do ramal chegou a se planejar uma linha de BRT (sigla em inglês: bus rapid transit) na avenida Silas Munguba (na época chamada de avenida Dedé Brasil) com cerca de seis quilômetros de extensão. Somava-se ao "BRT Dedé Brasil" outros dois corredores expressos de ônibus, um na avenida Alberto Craveiro e outro na avenida Paulino Rocha. Juntos, os três corredores faziam parte do pacote de obras na área mobilidade urbana para a Copa do Mundo.
Os projetos dos três BRT’s tiveram que ser descartados e substituídos por outras obras de melhorias nas vias. Ainda assim, apenas as reformas nas avenidas Paulino Rocha e Alberto Craveiro ficaram prontas até a Copa de 2014. Ao invés dos corredores expressos de ônibus, as avenidas receberam apenas obras de alargamento, de drenagem, de pavimentação, além de novas sinalizações de trânsito, dentre outras. No cruzamento das avenidas Alberto Craveiro, Paulino Rocha, Silas Munguba e Presidente Juscelino Kubitscheck foi realizada, ainda, a construção do túnel Demócrito Dummar e de uma rotatória para melhorar o fluxo nos arredores do Castelão.

### O novo projeto
Em novembro de 2020, foi lançado o edital de licitação, pela Secretaria da Infraestrutura do Ceará, para a construção de um ramal da Linha Nordeste do Metrô de Fortaleza visando atender o Aeroporto Internacional de Fortaleza. A obra foi estimada em R$ 46,94 milhões e também contemplava serviços complementares para total operação da linha Nordeste. O novo ramal, nomeado de ramal Aeroporto, foi planejado originalmente para ter 2,5 quilômetros de extensão e duas estações (Expedicionários e Aeroporto). A empresa CG Construções foi a vencedora da licitação para a implantação do ramal. O processo, do tipo menor preço, foi concluído por R$ 38,85 milhões, custando 17,2% a menos que o previsto inicialmente. A ordem de serviço para o início das obras foi assinado em 11 de novembro de 2021.
A estação Expedicionários, a décima primeira da linha Nordeste e a primeira estação a compor o novo ramal, foi entregue em 29 de dezembro de 2022 em solenidade que contou com a presença da então Governadora do Ceará, Izolda Cela.
Em 6 de fevereiro de 2025, o Governador do Estado do Ceará, Elmano de Freitas, anunciou, em coletiva de imprensa, a expansão do ramal Aeroporto para a região da Arena Castelão. A extensão do ramal, que agora passaria a se chamar ramal Aeroporto–Castelão, incluiu mais 5,1 quilômetros de extensão ao projeto original e duas novas estações (CEU e Castelão).